# Andriano
Andriano (Andrian) é uma comuna italiana da região do Trentino-Alto Ádige, província de Bolzano, com cerca de 790 habitantes. Estende-se por uma área de 4 km², tendo uma densidade populacional de 198 hab/km². Faz fronteira com Appiano sulla Strada del Vino, Nalles, Terlano.

## Distribuição de línguas
De acordo com o censo de 2011, a maioria dos residentes (88%) fala alemão como língua nativa, 12% falam italiano nativamente.

## Demografia
| Variação demográfica do município entre 1861 e 2011                               |
|                                                                                   |
| Fonte: Istituto Nazionale di Statistica (ISTAT) - Elaboração gráfica da Wikipedia |